# Konflikt (serial telewizyjny)
Konflikt (tytuł oryginalny: Feud) – amerykański antologiczny serial telewizyjny, stworzony przez Ryana Murphy’ego, Jaffego Cohena i Michaela Zama. Produkowany przez stację telewizyjną FX i emitowany od 5 marca 2017 roku. Polska premiera odbyła się 6 kwietnia tego samego roku na antenie Fox. Serial realizowany jest w formie antologii, co oznacza, że każdy sezon skupia się historii odrębnego, rzeczywistego konfliktu. Pierwszy sezon, Bette i Joan, dotyczy rywalizacji aktorek Joan Crawford i Bette Davis.

## Fabuła

### Sezon pierwszy:Bette i Joan(2017)
Joan Crawford (Jessica Lange) i Bette Davis (Susan Sarandon) to gwiazdy filmowe i laureatki Oscara, których popularność od lat słabnie. Prywatnie aktorki darzą się silną niechęcią, motywowaną zazdrością o popularność i dawną rywalizacją o mężczyzn. W 1962 roku grają główne role w filmie Co się zdarzyło Baby Jane? w reżyserii Roberta Aldricha (Alfred Molina), gdzie wcielają się w rywalizujące ze sobą siostry, Blanche i Jane Hudson. Konflikt aktorek nasila się szczególnie podczas zdjęć i trwa nadal po premierze filmu, na co wpływa między innymi nominowanie do Oscara wyłącznie Davis.

## Obsada i postacie

### Bette i Joan
Role główne:
- Jessica Lange jako Joan Crawford[2] – aktorka wcielająca się w Blanche Hudson i rywalka Davis
- Susan Sarandon jako Bette Davis[2] – aktorka wcielająca się w Jane Hudson i rywalka Crawford
- Judy Davis jako Hedda Hopper[2] – dziennikarka, zajmująca się informacjami z życia znanych osób
- Jackie Hoffman jako Anna Marie Brinke, pseud. Mamacita[3] – pokojówka i asystentka Crawford
- Alfred Molina jako Robert Aldrich[2] – reżyser Co się zdarzyło Baby Jane?
- Stanley Tucci jako Jack L. Warner[2] – jeden z twórców i prezesów wytwórni filmowej Warner Bros.
- Alison Wright jako Pauline Jameson – asystentka Roberta

Goście specjalni:
- Catherine Zeta-Jones jako Olivia de Havilland[3] (odc. 1, 2, 4, 5, 7, 8) – aktorka, występująca w dokumencie o Crawford i Davis
- Kathy Bates jako Joan Blondell[4] (odc. 1, 2, 4, 7, 8) – aktorka, występująca w dokumencie o Crawford i Davis
- Sarah Paulson jako Geraldine Page[5] (odc. 5) – aktorka
- John Waters jako William Castle (odc. 6) – reżyser

Obsada drugoplanowa:
- Kiernan Shipka jako B.D. Hyman[6] – córka Davis, wcielająca się w Lizę Bates
- Mark Valley jako Gary Merrill – aktor i były mąż Davis
- Reed Diamond jako Peter – partner Crawford
- Ken Lerner jako Marty – agent Joan
- Joel Kelley Dauten jako Adam – dziennikarz, prowadzący wywiady z Havilland i Blondell
- Molly Price jako Harriet Foster Aldrich[7] – żona Aldricha
- Dominic Burgess jako Victor Buono[2] – aktor wcielający się w Edwina Flagga
- Brooke Star jako Cynthia Crawford – adoptowana córka Joan
- Chelsea Summer jako Cathy Crawford  – adoptowana córka Joan
- John Rubinstein jako George Cukor – reżyser

Obsada gościnna:
- Dylan Wittrock jako gej w klubie (odc. 3)
- Toby Huss jako Frank Sinatra (odc. 4) –  piosenkarz i aktor
- Serinda Swan jako Anne Bancroft (odc. 5) – aktorka
- Philip Boyd jako Maximilian Schell (odc. 5) – aktor
- Raymond J. Barry jako Hal LeSueur (odc. 6) – brat Joan i aktor

## Lista odcinków

### Sezon 1:Bette i Joan(2017)
| Nr | Tytuł oryginalny                                   | Tytuł polski                                         | Reżyseria             | Scenariusz                          | Data premiery    | Data premiery w Polsce | Kod prod. |
| --- | -------------------------------------------------- | ---------------------------------------------------- | --------------------- | ----------------------------------- | ---------------- | ---------------------- | --------- |
| 1 | Pilot                                              | Co się zdarzyło Baby Jane?                           | Ryan Murphy           | Ryan Murphy Jaffe Cohen Michael Zam | 5 marca 2017     | 6 kwietnia 2017        | 1WBB01    |
| Aktorki Olivia de Havilland i Joan Blondell opowiadają przed kamerami historię konfliktu dwóch gwiazd Hollywood lat 30., Joan Crawford i Bette Davis. W 1961 roku pijana i zazdrosna Joan opuszcza ceremonię rozdania Złotych Globów, gdzie Marilyn Monroe odbiera nagrodę, zaś dzień później pokojówka, Mamacita, informuje ją o problemach finansowych. Joan prosi reżysera Roberta Aldricha o wspólne zrealizowanie filmu. Samodzielnie wpada na pomysł zekranizowania powieści Co się zdarzyło Baby Jane?, gdzie wraz z Davis miałyby zagrać główne role. Osobiście przyjeżdża na jej występ na Broadwayu i za kulisami proponuje rolę. Obie aktorki łączy wzajemna niechęć, a także niezadowolenie z powodu słabnącej sławy i braku odpowiednich ról. Mimo początkowej niechęci, Davis godzi się wystąpić. Jack L. Warner, prezes wytwórni Warner Bros., jest sceptycznie nastawiony, jednak ostatecznie postanawia wyprodukować Co się zdarzyło Baby Jane?. Konflikt między głównymi gwiazdami nasila się już od chwili podpisania kontraktu – Crawford zazdrości Davis wyższej gaży. Do kolejnych spięć dochodzi podczas pierwszego dnia zdjęć. W celu przyćmienia Joan na ekranie Bette nakłada biały, karykaturalny makijaż. Obie aktorki spotykają się w domu dziennikarki Heddy Hopper, która przeprowadza z nimi wywiad i liczy na napisanie sensacyjnego artykułu. |                                                    |                                                      |                       |                                     |                  |                        |           |
| 2 | The Other Woman                                    | Ta druga                                             | Ryan Murphy           | Tim Minear Jaffe Cohen Michael Zam  | 12 marca 2017    | 13 kwietnia 2017       | 1WBB02    |
| Olivia i Joan wspominają czasy, gdy w latach 40. kariery Joan i Bette podupadały. Crawford uwiodła Warnera, dzięki czemu podpisała kontrakt z Warner Bros. i zaczęła zdobywać role, na które liczyła Davis. Tymczasem na planie Co się zdarzyło Baby Jane? Joan i Bette boją się, że młoda i atrakcyjna aktorka, wcielająca się w córkę sąsiadki, okaże się główną gwiazdą filmu. Pod wpływem ich nacisków Robert ją zwalnia. Jack pragnie, by film odniósł duży sukces komercyjny i pragnie zapewnić mu sporą promocję. W tym celu sugeruje Robertowi, by podsycał konflikt głównych aktorek. Reżyser zdradza Heddzie, że Joan nosi doczepiany biust. Crawford, przekonana, że donos złożyła Bette, mówi prasie, że Davis wygląda bardzo staro i mogłaby grać jej matkę. Tymczasem Bette spotyka się z Robertem w dni wolne od zdjęć i usiłuje go uwieść, co nie umyka uwadze reszty ekipy. Joan, bojąc się, że jej rywalka jest faworyzowana, zaprasza Aldricha do swojego domu i także próbuje go uwieść. Wkrótce prosi Heddę, by pisała o niej w superlatywach, co pomoże jej w przedłużeniu kariery i zarobieniu pieniędzy na spłatę długów zmarłego męża. Davis kłóci się z córką, B. D., która wyrzuca matce, że jest zazdrosna o jej powodzenie wśród mężczyzn i że nie potrafi się pogodzić z upływającym czasem. Dziewczyna się wyprowadza, a zrozpaczona Bette zaprasza w nocy do swojego domu Roberta. |                                                    |                                                      |                       |                                     |                  |                        |           |
| 3 | Mommie Dearest                                     | Najdroższa mamusiu                                   | Gwyneth Horder-Payton | Tim Minear                          | 19 marca 2017    | 20 kwietnia 2017       | 1WBB03    |
| Bette zaprasza Joan na kolację, podczas której aktorki zwierzają się z problemów z dziećmi, a także opowiadają o relacjach ze swoimi matkami. Davis mówi Crawford, że nie jest zainteresowana nagrodami. Wkrótce Hedda publikuje otrzymane od Joan informacje, iż Bette zamierza się zgłosić do Oscara dla najlepszej aktorki drugoplanowej i pozwolić swojej rywalce na staranie się o statuetkę dla najlepszej aktorki pierwszoplanowej. Na planie dochodzi do kłótni między głównymi gwiazdami – Davis twierdzi, że wcale nie miała takich planów i chce zostać pierwszą aktorką w historii z trzema Oscarami, z kolei Crawford wyraża wątpliwość w jej talent i słuszność przyznania jej wcześniejszych statuetek. B. D. zostaje zaangażowana do niewielkiej roli córki sąsiadki, nie wykazuje się jednak odpowiednim talentem aktorskim. Podczas zdjęć dochodzi do kolejnych spięć między głównymi gwiazdami. Joan przywiązuje sobie do pasa ciężarki, przez co Bette ciężko jest ją nieść, a później zostaje przez nią kopnięta. Podczas kręcenia finałowej sceny na plaży Joan chce zdominować Bette, więc dba o jak najlepszy wygląd, choć gra umierającą. Davis zaprzyjaźnia się z grającym w filmie drugoplanową rolę Victorem Buono i wpłaca za niego kaucję, gdy zostaje aresztowany. Joan żali się Mamacicie na samotność, zaś Hedda pragnie za wszelką cenę podsycać konflikt aktorek. |                                                    |                                                      |                       |                                     |                  |                        |           |
| 4 | More, or Less                                      | Więcej lub mniej                                     | Liza Johnson          | Gina Welch Tim Minear               | 26 marca 2017    | 27 kwietnia 2017       | 1WBB04    |
| Zbliża się premiera Co się zdarzyło Baby Jane?, tymczasem jego główne gwiazdy są zawiedzione z powodu braku nowych propozycji ról. Joan zwalnia swoich agentów, zaś Bette zamieszcza w prasie ogłoszenie, że poszukuje pracy jako aktorka. Pauline Jameson, asystentka Aldricha, prezentuje Mamacicie scenariusz, który napisała i oświadcza, że chciałaby wyreżyserować film i obsadzić Crawford w głównej roli. Mimo optymizmu Mamacity, która wierzy, że kobiety powinny zdominować mężczyzn w show biznesie, inni (w tym Aldrich i Crawford) nie wierzą, że Pauline mogłaby zostać reżyserką. Aldrich jest zmęczony zdjęciami do filmu Czworo z Teksasu, który reżyseruje, ponadto kłóci się z odtwórcą głównej roli, Frankiem Sinatrą. Prosi o Warnera o ambitniejszy dobór filmów, ten jednak wyraża wątpliwość w jego zdolności reżyserskie. Bette rozpoczyna promocję filmu poprzez występy w programach telewizyjnych. Mimo próśb Warnera, Joan nie zgadza się na towarzyszenie jej i rezygnuje z promocji. Przychodzi jednak na przedpremierowy pokaz, w trakcie którego widownia jest zachwycona, zaś później prosi o autografy. Po premierze film dostaje bardzo dobre recenzje i odnosi sukces komercyjny, Crawford jest jednak zawiedziona faktem, że krytycy są zachwyceni Bette, a nie nią. Gdy Akademia Filmowa ogłasza, że Davis zostaje nominowana do Oscara, a ona nie, popada w rozpacz. |                                                    |                                                      |                       |                                     |                  |                        |           |
| 5 | And the Winner is… (The Oscars of 1963)            | Nagrodę otrzymuje… (Oskary 1963)                     | Ryan Murphy           | Ryan Murphy                         | 2 kwietnia 2017  | 4 maja 2017            | 1WBB05    |
| W tygodniach poprzedzających 35. ceremonię wręczenia Oscarów Joan i Hedda rozpoczynają kampanię, mającą na celu niedoprowadzenie do zdobycia przez Bette nagrody. Crawford wymusza na Akademii Filmowej zaproszenie na galę i możliwość wręczenia statuetki za najlepszą reżyserię. Ponadto, kontaktuje się z Geraldine Page i Anne Bancroft, nominowanymi w kategorii najlepszej aktorki. Namawia Page ją do niepojawienia się na gali i otrzymuje zgodę na odebranie statuetki w jej imieniu, o ile zwycięży. Udaje się do Nowego Jorku na spotkanie z Bancroft, która nie może się pojawić na ceremonii w Los Angeles, i otrzymuje od niej podobną zgodę. Tymczasem Olivia de Havilland przylatuje z Paryża do Los Angeles, by towarzyszyć Bette podczas gali. Crawford za wszelką cenę stara się zwrócić na siebie uwagę podczas ceremonii, zaś Davis pragnie stać się pierwszą w historii aktorką z trzema Oscarami. Joan wręcza nagrodę za reżyserię i wraca na scenę, by odebrać statuetkę w imieniu zwyciężczyni – Bancroft. Za kulisami pozuje do zdjęć z resztą nagrodzonych aktorów, zaś po gali wraca samotnie do domu. Bette i Olivia są rozgoryczone werdyktem Akademii. |                                                    |                                                      |                       |                                     |                  |                        |           |
| 6 | Hagsploitation                                     | Stare wiedźmy                                        | Tim Minear            | Tim Minear Gina Welch               | 9 kwietnia 2017  | 11 maja 2017           | 1WBB06    |
| Joan jest zmęczona promocją horroru Strait-Jacket, w którym zagrała główną rolę, na terenie Stanów Zjednoczonych. Hedda informuje ją, że dowiedziała się o istnieniu filmu pornograficznego z jej udziałem, który ktoś planuje upublicznić. Zdenerwowana Joan odwiedza swojego brata Hala i udziela mu łapówki w zamian za powstrzymanie się od rozpowszechniania wstydliwego nagrania. Warner przekonuje Aldricha do zrealizowania Co się zdarzyło kuzynce Charlotte? – kolejnego horroru z Crawford i Davis w roli głównej. Początkowo zarówno Aldrich, jak i potencjalne główne gwiazdy są niechętni na wspólny powrót na plan. Ostatecznie cała trójka decyduje się na angaż, przy czym Joan i Bette pod warunkiem wysokiego stopnia kontroli artystycznej. Przed rozpoczęciem zdjęć dochodzi między nimi do spięć w kwestiach scenariusza. Aldrich kłóci się z Warnerem i – ku jego wściekłości – powierza produkcję filmu nie Warner Bros., lecz innej wytwórni. W międzyczasie żona informuje go, że podjęła decyzję o rozwodzie. Hal umiera w szpitalu, a nieprzejęta tym Joan pospiesznie próbuje odwołać czek dla niego. Wkrótce ekipa filmu leci do Baton Rouge, gdzie odbywają się zdjęcia. Joan jest zdenerwowana niezadowalającymi warunkami w hotelu oraz bliską relacją Bette z Aldrichem. |                                                    |                                                      |                       |                                     |                  |                        |           |
| 7 | Abandoned!                                         | Opuszczone                                           | Helen Hunt            | Jaffe Cohen Michael Zam             | 16 kwietnia 2017 | 18 maja 2017           | 1WBB07    |
| Konflikt Joan i Bette nasila się podczas zdjęć. Crawford męczą głośnie przyjęcia ekipy, na które nie jest zapraszana. Irytuje ją stała obecność rywalki na planie, również podczas kręcenia scen, w których nie jest obecna. Ponadto, zwraca uwagę na jej duży wpływ na Aldricha, szczególnie w kwestiach scenariusza. Ku swojemu zdenerowaniu, dowiaduje się od reżysera, że Davis została zatrudniona również jako producentka. Po kłótni z Bette w trakcie zdjęć Joan udaje się do swojej przyczepy, gdzie – upojona alkoholem – zasypia. Po przebudzeniu się zauważa, że jest noc, a cała ekipa filmowa ją opuściła i wróciła do hotelu. Joan wini za ten incydent Bette. Podczas kłótni obie aktorki wyjawiają swoje wzajemne żale – Bette przyznaje, że zawsze zazdrościła rywalce urody (której brak wytykano jej podczas przesłuchań), Joan z kolei talentu aktorskiego. Po powrocie do Los Angeles Joan udaje się do szpitala i symuluje chorobę, co na kilkanaście dni uniemożliwia jej udział w zdjęciach. Gdy po zbadaniu przez lekarza wytwórni 20th Century Fox okazuje się, że w rzeczywistości jest zdrowa, zostaje pozwana. Crawford liczy na to, że – mimo przegranej sprawy sądowej – doprowadzi do anulowania filmu i porażki Bette. Popada w rozpacz, gdy dowiaduje się z audycji radiowej, że jej rolę otrzymała Olivia de Havilland. W międzyczasie B. D. pragnie wziąć ślub, czemu sprzeciwia się Bette. |                                                    |                                                      |                       |                                     |                  |                        |           |
| 8 | You Mean All This Time We Could Have Been Friends? | Przez te wszystkie lata mogłyśmy być przyjaciółkami? | Gwyneth Horder-Payton | Gina Welch                          | 23 kwietnia 2017 | 25 maja 2017           | 1WBB08    |
| Przez ostatnie lata życia Joan mieszka w nowojorskim apartamencie, a Mamacita pracuje dla niej w ograniczonym zakresie. W 1970 roku gra główną rolę w kręconym w Anglii filmie Trog. Podczas zdjęć skarży się na słaby scenariusz i poniżające warunki pracy (wynikające z niskiego budżetu). Po zakończeniu prac nad Trogiem wydaje własną książkę lifestyle'ową, która nie odnosi wielkiego sukcesu. Zażenowana kompromitującą rolą w Trogu i utratą dawnej urody, podejmuje decyzję o wycofaniu się z życia publicznego i nie pojawia się już w żadnym filmie. Ostatnie lata spędza w samotności w swoim apartamencie. Tymczasem po tym, jak Bette bije swoje wnuki, B. D. zrywa z nią kontakt. By się utrzymać, Davis jest zmuszona grać w kompromitujących produkcjach, nieodnoszących dużego sukcesu. Joan choruje na raka, w związku z czym rezygnuje z alkoholu. Bette, mimo sugestii Buono, nie chce się skontaktować z umierającą koleżanką. Pewnej nocy w 1977 roku Joan ma urojenia, w których wydaje jej się, że odwiedzili ją Davis, Hooper i Warner. Wraz z Bette przyznają sobie, że żałują, iż nie były przyjaciółkami. Kilka dni po tych urojeniach Joan umiera, a Bette pozostaje niewzruszona na informację o jej śmierci. Wkrótce odwiedza swoją niepełnosprawną umysłowo córkę, Margot, której zwierza się z samotności. Za kulisami 50. ceremonii wręczenia Oscarów Davis, Havilland, Blondell i Buono są zasmuceni faktem, że we wspomnieniach zmarłych w minionym roku osób kina organizatorzy gali poświęcili gwieździe takiej jak Crawford tylko dwie sekundy. Odcinek kończy scena z pierwszego dnia zdjęć do Co się zdarzyło Baby Jane?, w której Joan i Bette wyznają, że pragną zostać przyjaciółkami. |                                                    |                                                      |                       |                                     |                  |                        |           |

## Geneza i produkcja
Plany powstania serialu, stworzonego przez Ryana Murphy’ego, ogłoszono 5 maja 2016 roku. Stacja telewizyjna FX zamówiła 8 odcinków. We wrześniu potwierdzono, że jego drugim producentem wykonawczym będzie Tim Minear, z którym Murphy pracował wcześniej nad serialem American Horror Story. 12 stycznia 2017 roku ogłoszono, że serial będzie emitowany w niedziele, począwszy od 5 marca tego samego roku. 28 lutego stacja FX zamówiła drugi, dziesięcioodcinkowy sezon. Murphy ogłosił, że będzie on zatytułowany Buckingham Palace i poruszy temat księcia Karola i księżnej Diany. W sierpniu sezon został anulowany.

## Oglądalność w Stanach Zjednoczonych
Kolumna „Pozycja” wyraża miejsce, które zajął odcinek w zestawieniu najpopularniejszych programów telewizji kablowej danego dnia.

Kolumny „AMR” wyrażają procent widzów, którzy oglądali dany odcinek, w stosunku do wszystkich posiadaczy telewizji kablowej w Stanach Zjednoczonych.

Kolumna „PVR/VOD” wyraża liczbę widzów, którzy nie oglądali odcinka podczas premierowej emisji, ale nagrali go na swoją nagrywarkę bądź obejrzeli na życzenie.

Pusta komórka oznacza brak informacji.
| Nr      | Tytuł                                                  | Data premiery         | Premierowa emisja | Premierowa emisja | Premierowa emisja         | PVR/VOD      | W sumie (emisja + PVR/VOD) | W sumie (emisja + PVR/VOD) |
| Nr      | Tytuł                                                  | Data premiery         | Pozycja           | Widzów (mln)      | AMR (grupa wiekowa 18–49) | Widzów (mln) | Widzów (mln)               | AMR                        |
| ------- | ------------------------------------------------------ | --------------------- | ----------------- | ----------------- | ------------------------- | ------------ | -------------------------- | -------------------------- |
| 1       | „Co się zdarzyło Baby Jane?”                           | 5 marca 2017(dts)     | 8                 | 2,256             | 0,52                      | 1,535        | 3,792                      | 0,9                        |
| 2       | „Ta druga”                                             | 12 marca 2017(dts)    | 37                | 1,320             | 0,30                      | 1,458        | 2,778                      | 0,7                        |
| 3       | „Najdroższa mamusiu”                                   | 19 marca 2017(dts)    | 38                | 1,076             | 0,29                      | 1,462        | 2,539                      | 0,7                        |
| 4       | „Więcej lub mniej”                                     | 26 marca 2017(dts)    | 26                | 1,231             | 0,31                      | 1,330        | 2,543                      | 0,6                        |
| 5       | „Nagrodę otrzymuje… (Oskary 1963)”                     | 2 kwietnia 2017(dts)  | 21                | 1,355             | 0,35                      | 1,401        | 2,756                      | 0,7                        |
| 6       | „Stare wiedźmy”                                        | 9 kwietnia 2017(dts)  | 32                | 1,061             | 0,28                      | 1,281        | 2,342                      | 0,6                        |
| 7       | „Opuszczone”                                           | 16 kwietnia 2017(dts) | 25                | 1,306             | 0,36                      | 1,360        | 2,666                      |                            |
| 8       | „Przez te wszystkie lata mogłyśmy być przyjaciółkami?” | 23 kwietnia 2017(dts) | 37                | 1,303             | 0,30                      | 1,373        | 2,676                      | 0,3                        |
| Średnio | Średnio                                                | Średnio               | Średnio           | 1,364             | 0,34                      | 1,400        | 2,762                      | 0,6                        |